# How to Get Away with Murder/Episodenliste

Logo zur Serie

Diese Episodenliste enthält alle Episoden der US-amerikanischen Krimiserie How to Get Away with Murder, sortiert nach der US-amerikanischen Erstausstrahlung. Zwischen 2014 und 2020 entstanden in sechs Staffeln insgesamt 90 Episoden mit einer Länge von jeweils etwa 43 Minuten.

## Übersicht
| Staffel | Episodenanzahl | Erstausstrahlung USA | Erstausstrahlung USA | Deutschsprachige Erstausstrahlung | Deutschsprachige Erstausstrahlung |
| Staffel | Episodenanzahl | Staffelpremiere      | Staffelfinale        | Staffelpremiere                   | Staffelfinale                     |
| ------- | -------------- | -------------------- | -------------------- | --------------------------------- | --------------------------------- |
| 1       | 15             | 25. September 2014   | 26. Februar 2015     | 15. April 2015                    | 22. Juli 2015                     |
| 2       | 15             | 24. September 2015   | 17. März 2016        | 4. April 2016                     | 11. Juli 2016                     |
| 3       | 15             | 22. September 2016   | 23. Februar 2017     | 6. März 2017                      | 12. Juni 2017                     |
| 4       | 15             | 28. September 2017   | 15. März 2018        | 9. April 2018                     | 16. Juli 2018                     |
| 5       | 15             | 27. September 2018   | 28. Februar 2019     | 1. Juli 2019                      | 7. Oktober 2019                   |
| 6       | 15             | 26. September 2019   | 14. Mai 2020         | 3. August 2020                    | 9. November 2020                  |

## Staffel 1
Die Erstausstrahlung der ersten Staffel war vom 25. September 2014 bis zum 26. Februar 2015 auf dem US-amerikanischen Fernsehsender ABC zu sehen. Die deutschsprachige Erstausstrahlung sendete der deutsche Pay-TV-Sender RTL Crime vom 15. April bis zum 22. Juli 2015.
| Nr. (ges.) | Nr. (St.) | Deutscher Titel         | Originaltitel             | Erstausstrahlung USA | Deutschsprachige Erstausstrahlung (D) | Regie            | Drehbuch                               | Quoten (USA) |
| ---------- | --------- | ----------------------- | ------------------------- | -------------------- | ------------------------------------- | ---------------- | -------------------------------------- | ------------ |
| 1          | 1         | Das beste Team          | Pilot                     | 25. Sep. 2014        | 15. Apr. 2015                         | Michael Offer    | Peter Nowalk                           | 14,34 Mio.   |
| 2          | 2         | Mord mal 2              | It’s All Her Fault        | 2. Okt. 2014         | 22. Apr. 2015                         | Bill D’Elia      | Peter Nowalk                           | 12,15 Mio.   |
| 3          | 3         | Aufs Kreuz gelegt       | Smile, or Go to Jail      | 9. Okt. 2014         | 29. Apr. 2015                         | Randy Zisk       | Rob Fresco                             | 10,81 Mio.   |
| 4          | 4         | Insiderwissen           | Let’s Get to Scooping     | 16. Okt. 2014        | 6. Mai 2015                           | Laura Innes      | Erika Green Swafford                   | 9,79 Mio.    |
| 5          | 5         | Nackte Tatsachen        | We’re Not Friends         | 23. Okt. 2014        | 13. Mai 2015                          | Mike Listo       | Tracey A. Bellomo                      | 9,97 Mio.    |
| 6          | 6         | Kampfansage             | Freakin’ Whack-a-Mole     | 3. Nov. 2014         | 20. Mai 2015                          | Bill D’Elia      | Michael Foley                          | 8,68 Mio.    |
| 7          | 7         | Manipulation            | He Deserved to Die        | 10. Nov. 2014        | 27. Mai 2015                          | Eric Stoltz      | Warren Hsu Leonard                     | 9,18 Mio.    |
| 8          | 8         | Kein Weg zurück         | He Has a Wife             | 17. Nov. 2014        | 3. Juni 2015                          | Debbie Allen     | Doug Stockstill                        | 9,25 Mio.    |
| 9          | 9         | Im Umbruch              | Kill Me, Kill Me, Kill Me | 20. Nov. 2014        | 10. Juni 2015                         | Stephen Williams | Michael Foley & Erika Green Swafford   | 9,82 Mio.    |
| 10         | 10        | Unter Druck             | Hello, Raskolnikov        | 29. Jan. 2015        | 17. Juni 2015                         | Michael Offer    | Marcus Dalzine                         | 9,18 Mio.    |
| 11         | 11        | Nichts bleibt verborgen | Best Christmas Ever       | 5. Feb. 2015         | 24. Juni 2015                         | Michael Katleman | Tracy A. Bellomo & Warren Hsu Leonard  | 8,34 Mio.    |
| 12         | 12        | Schuldig                | She’s a Murderer          | 12. Feb. 2015        | 1. Juli 2015                          | Bill D’Elia      | Erika Harrison                         | 8,45 Mio.    |
| 13         | 13        | Strippenzieher          | Mama’s Here Now           | 19. Feb. 2015        | 8. Juli 2015                          | Michael Listo    | Erika Green Swafford & Doug Stockstill | 8,86 Mio.    |
| 14         | 14        | In flagranti            | The Night Lila Died       | 26. Feb. 2015        | 15. Juli 2015                         | Laura Innes      | Michael Foley                          | 8,99 Mio.    |
| 15         | 15        | Nichts als die Wahrheit | It’s All My Fault         | 26. Feb. 2015        | 22. Juli 2015                         | Bill D’Elia      | Peter Nowalk                           | 8,99 Mio.    |

## Staffel 2
Die Erstausstrahlung der zweiten Staffel war vom 24. September 2015 bis zum 17. März 2016 auf dem US-amerikanischen Fernsehsender ABC zu sehen. Die deutschsprachige Erstausstrahlung sendete der deutsche Pay-TV-Sender RTL Crime vom 4. April bis zum 11. Juli 2016.
| Nr. (ges.) | Nr. (St.) | Deutscher Titel      | Originaltitel                   | Erstausstrahlung USA | Deutschsprachige Erstausstrahlung (D) | Regie              | Drehbuch                             | Quoten (USA) |
| ---------- | --------- | -------------------- | ------------------------------- | -------------------- | ------------------------------------- | ------------------ | ------------------------------------ | ------------ |
| 16         | 1         | Dunkle Aussichten    | It’s Time to Move On            | 24. Sep. 2015        | 4. Apr. 2016                          | Bill D’Elia        | Peter Nowalk                         | 8,38 Mio.    |
| 17         | 2         | Unter Beschuss       | She’s Dying                     | 1. Okt. 2015         | 11. Apr. 2016                         | Rob Hardy          | Erika Green Swafford                 | 7,53 Mio.    |
| 18         | 3         | Verflechtungen       | It’s Called the Octopus         | 8. Okt. 2015         | 18. Apr. 2016                         | John Terlesky      | Joe Fazzio                           | 7,22 Mio.    |
| 19         | 4         | Blut an den Händen   | Shanks Get Shanked              | 15. Okt. 2015        | 25. Apr. 2016                         | Stephen Williams   | Angela Robinson                      | 6,81 Mio.    |
| 20         | 5         | Die Sünden der Väter | Meet Bonnie                     | 22. Okt. 2015        | 2. Mai 2016                           | Stephen Cragg      | Sarah L. Thompson                    | 6,95 Mio.    |
| 21         | 6         | Liebesbeweis         | Two Birds, One Millstone        | 29. Okt. 2015        | 9. Mai 2016                           | Mike Listo         | Michael Foley                        | 6,26 Mio.    |
| 22         | 7         | Verrat               | I Want You to Die               | 6. Nov. 2015         | 16. Mai 2016                          | Kevin Bray         | Warren Hsu Leonard                   | 6,49 Mio.    |
| 23         | 8         | Der verlorene Sohn   | Hi, I’m Philip                  | 12. Nov. 2015        | 23. Mai 2016                          | Jennifer Getzinger | Tanya Saracho                        | 6,71 Mio.    |
| 24         | 9         | Wer Wind sät         | What Did We Do?                 | 19. Nov. 2015        | 30. Mai 2016                          | Bill D’Elia        | Michael Foley & Erika Green Swafford | 7,13 Mio.    |
| 25         | 10        | Ganz unten           | What Happened to You, Annalise? | 11. Feb. 2016        | 6. Juni 2016                          | Laura Innes        | J.C. Lee                             | 5,82 Mio.    |
| 26         | 11        | Absolution           | She Hates Us                    | 18. Feb. 2016        | 13. Juni 2016                         | Bill D’Elia        | Erika Harrison                       | 4,88 Mio.    |
| 27         | 12        | Cleveland            | It’s a Trap                     | 25. Feb. 2016        | 20. Juni 2016                         | Mike Listo         | Joe Fazzio & Tanya Saracho           | 4,88 Mio.    |
| 28         | 13        | So viel Blut         | Something Bad Happened          | 3. März 2016         | 27. Juni 2016                         | Zetna Fuentes      | Michael Foley & Warren Hsu Leonard   | 4,53 Mio.    |
| 29         | 14        | Mein Kind            | There’s My Baby                 | 10. März 2016        | 4. Juli 2016                          | Stephen Williams   | J.C. Lee & Erika Harrison            | 4,80 Mio.    |
| 30         | 15        | Anna Mae             | Anna Mae                        | 17. März 2016        | 11. Juli 2016                         | Bill D’Elia        | Peter Nowalk                         | 5,29 Mio.    |

## Staffel 3
Die Erstausstrahlung der dritten Staffel war vom 22. September 2016 bis zum 23. Februar 2017 auf dem US-amerikanischen Fernsehsender ABC zu sehen. Die deutschsprachige Erstausstrahlung sendete der deutsche Pay-TV-Sender RTL Crime vom 6. März bis zum 12. Juni 2017.
| Nr. (ges.) | Nr. (St.) | Deutscher Titel                   | Originaltitel                      | Erstausstrahlung USA | Deutschsprachige Erstausstrahlung (D) | Regie                 | Drehbuch             | Quoten (USA) |
| ---------- | --------- | --------------------------------- | ---------------------------------- | -------------------- | ------------------------------------- | --------------------- | -------------------- | ------------ |
| 31         | 1         | Wir sind die Guten                | We’re Good People Now              | 22. Sep. 2016        | 6. März 2017                          | Bill D’Elia           | Peter Nowalk         | 5,11 Mio.    |
| 32         | 2         | Schlimmer als Mord                | There Are Worse Things Than Murder | 29. Sep. 2016        | 13. März 2017                         | Zetna Fuentes         | Angela Robinson      | 4,33 Mio.    |
| 33         | 3         | Alles auf Schwarz                 | Always Bet Black                   | 6. Okt. 2016         | 20. März 2017                         | Stephen Cragg         | Joe Fazzio           | 4,40 Mio.    |
| 34         | 4         | Überraschung                      | Don’t Tell Annalise                | 13. Okt. 2016        | 27. März 2017                         | Kevin Rodney Sullivan | Erika Green Swafford | 4,00 Mio.    |
| 35         | 5         | Frank                             | It’s About Frank                   | 20. Okt. 2016        | 3. Apr. 2017                          | Jann Turner           | J.C. Lee             | 4,29 Mio.    |
| 36         | 6         | Weniger allein                    | Is Someone Really Dead?            | 27. Okt. 2016        | 10. Apr. 2017                         | Sharat Raju           | Fernanda Coppel      | 4,07 Mio.    |
| 37         | 7         | Mutterinstinkt                    | Call It Mother’s Intuition         | 3. Nov. 2016         | 17. Apr. 2017                         | Mike Smith            | Erika Harrison       | 4,08 Mio.    |
| 38         | 8         | Zeit zu sterben                   | No More Blood                      | 10. Nov. 2016        | 24. Apr. 2017                         | Jet Wilkinson         | Morenike Balogun     | 4,32 Mio.    |
| 39         | 9         | Wer ist tot?                      | Who’s Dead?                        | 17. Nov. 2016        | 1. Mai 2017                           | Bill D’Elia           | Michael Foley        | 4,95 Mio.    |
| 40         | 10        | Schlechte Menschen                | We’re Bad People                   | 26. Jan. 2017        | 8. Mai 2017                           | Jennifer Getzinger    | Sarah L. Thompson    | 5,41 Mio.    |
| 41         | 11        | Mitgehangen                       | Not Everything’s About Annalise    | 2. Feb. 2017         | 15. Mai 2017                          | Nicole Rubio          | Abby Ajayi           | 4,69 Mio.    |
| 42         | 12        | Echte Tränen                      | Go Cry Somewhere Else              | 9. Feb. 2017         | 22. Mai 2017                          | Cherie Nowlan         | Daniel Robinson      | 4,92 Mio.    |
| 43         | 13        | Aus der Asche                     | It’s War                           | 16. Feb. 2017        | 29. Mai 2017                          | Hanelle Culpepper     | Brendan Kelly        | 4,66 Mio.    |
| 44         | 14        | Zur falschen Zeit am falschen Ort | He Made a Terrible Mistake         | 23. Feb. 2017        | 5. Juni 2017                          | Joe Fazzio            | Jet Wilkinson        | 4,92 Mio.    |
| 45         | 15        | Wes                               | Wes                                | 23. Feb. 2017        | 12. Juni 2017                         | Bill D’Elia           | Peter Nowalk         | 4,92 Mio.    |

## Staffel 4
Die Erstausstrahlung der vierten Staffel war vom 28. September 2017 bis zum 15. März 2018 auf dem US-amerikanischen Fernsehsender ABC zu sehen. Die deutschsprachige Erstausstrahlung sendete der deutsche Pay-TV-Sender RTL Crime vom 9. April bis zum 16. Juli 2018.
| Nr. (ges.) | Nr. (St.) | Deutscher Titel                   | Originaltitel                         | Erstausstrahlung USA | Deutschsprachige Erstausstrahlung (D) | Regie            | Drehbuch                             | Quoten (USA) |
| ---------- | --------- | --------------------------------- | ------------------------------------- | -------------------- | ------------------------------------- | ---------------- | ------------------------------------ | ------------ |
| 46         | 1         | Neue Chance                       | I’m Going Away                        | 28. Sep. 2017        | 9. Apr. 2018                          | Jet Wilkinson    | Peter Nowalk                         | 3,96 Mio.    |
| 47         | 2         | Blick nach vorn                   | I’m Not Her                           | 5. Okt. 2017         | 16. Apr. 2018                         | Paris Barclay    | Maya Goldsmith                       | 3,88 Mio.    |
| 48         | 3         | Opferlamm                         | It’s For the Greater Good             | 12. Okt. 2017        | 23. Apr. 2018                         | Nicole Rubio     | Erika Harrison                       | 3,88 Mio.    |
| 49         | 4         | Ein guter Deal                    | Was She Ever Good at Her Job?         | 19. Okt. 2017        | 30. Apr. 2018                         | Mike Smith       | Michael Russo                        | 3,56 Mio.    |
| 50         | 5         | Hass und Liebe                    | I Love Her                            | 26. Okt. 2017        | 7. Mai 2018                           | Lexi Alexander   | Sarah L. Thompson                    | 3,56 Mio.    |
| 51         | 6         | Kreuzzug                          | Stay Strong, Mama                     | 2. Nov. 2017         | 4. Mai 2018                           | Cherie Nowlan    | Morenike Balogun                     | 3,56 Mio.    |
| 52         | 7         | Auf dem Prüfstand                 | Nobody Roots For Goliath              | 9. Nov. 2017         | 21. Mai 2018                          | Nzingha Stewart  | Daniel Robinson                      | 3,71 Mio.    |
| 53         | 8         | Zwischen Leben und Tod            | Live. Live. Live.                     | 16. Nov. 2017        | 28. Mai 2018                          | Rob Hardy        | Joe Fazzio                           | 3,72 Mio.    |
| 54         | 9         | Er ist tot                        | He’s Dead                             | 18. Jan. 2018        | 4. Juni 2018                          | Jet Wilkinson    | Abby Ajayi                           | 3,80 Mio.    |
| 55         | 10        | Alles umsonst                     | Everything We Did Was For Nothing     | 25. Jan. 2018        | 11. Juni 2018                         | Jonathan Brown   | Matthew Cruz                         | 3,54 Mio.    |
| 56         | 11        | Schwachstelle                     | He’s a Bad Father                     | 1. Feb. 2018         | 18. Juni 2018                         | Marta Cunningham | Maya Goldsmith                       | 3,68 Mio.    |
| 57         | 12        | Stella                            | Ask Him About Stella                  | 8. Feb. 2018         | 25. Juni 2018                         | Stephen Cragg    | Tess Leibowitz                       | 3,26 Mio.    |
| 58         | 13        | Versuchung                        | Lahey v. Commonwealth of Pennsylvania | 1. März 2018         | 2. Juli 2018                          | Zetna Fuentes    | Morenike Balogun & Sarah L. Thompson | 4,14 Mio.    |
| 59         | 14        | Schweigen ist Gold                | The Day Before He Died                | 8. März 2018         | 9. Juli 2018                          | Scott Printz     | Joe Fazzio                           | 3,36 Mio.    |
| 60         | 15        | Und wenn sie nicht gestorben sind | Nobody Else Is Dying                  | 15. März 2018        | 16. Juli 2018                         | Jet Wilkinson    | Pete Nowalk                          | 3,83 Mio.    |

## Staffel 5
Die Erstausstrahlung der fünften Staffel war vom 27. September 2018 bis zum 28. Februar 2019 auf dem US-amerikanischen Fernsehsender ABC zu sehen. Die deutschsprachige Erstausstrahlung sendete der deutsche Pay-TV-Sender RTL Crime vom 1. Juli bis zum 7. Oktober 2019.
| Nr. (ges.) | Nr. (St.) | Deutscher Titel                               | Originaltitel                          | Erstausstrahlung USA | Deutschsprachige Erstausstrahlung (D) | Regie              | Drehbuch                          | Quoten (USA) |
| ---------- | --------- | --------------------------------------------- | -------------------------------------- | -------------------- | ------------------------------------- | ------------------ | --------------------------------- | ------------ |
| 61         | 1         | Gabriel Maddox                                | Your Funeral                           | 27. Sep. 2018        | 1. Juli 2019                          | Stephen Cragg      | Pete Nowalk                       | 2,93 Mio.    |
| 62         | 2         | Wessen Blut ist das?                          | Whose Blood Is That?                   | 4. Okt. 2018         | 8. Juli 2019                          | Mike Smith         | Sarah L. Thompson                 | 3,02 Mio.    |
| 63         | 3         | Das Baby ist nicht gestorben                  | The Baby Was Never Dead                | 11. Okt. 2018        | 15. Juli 2019                         | Valerie Weiss      | Erika Harrison                    | 3,22 Mio.    |
| 64         | 4         | Aber es ist doch ihr Kind                     | It’s Her Kid                           | 18. Okt. 2018        | 22. Juli 2019                         | Cherie Nowlan      | Maisha Closson                    | 2,74 Mio.    |
| 65         | 5         | Es war der schlimmste Tag meines Lebens       | It Was the Worst Day of My Life        | 25. Okt. 2018        | 29. Juli 2019                         | Laura Innes        | Michael Russo                     | 2,93 Mio.    |
| 66         | 6         | Wiedersehen                                   | We Can Find Him                        | 1. Nov. 2018         | 5. Aug. 2019                          | Jonathan Brown     | Tess Leibowitz                    | 2,86 Mio.    |
| 67         | 7         | Hereingelegt                                  | I Got Played                           | 8. Nov. 2018         | 12. Aug. 2019                         | Eric Laneuville    | Maya Goldsmith                    | 3,02 Mio.    |
| 68         | 8         | … bis zu dem Tag, an dem ich sterbe           | I Want to Love You Until the Day I Die | 15. Nov. 2018        | 19. Aug. 2019                         | Stephen Cragg      | Joe Fazzio                        | 3,13 Mio.    |
| 69         | 9         | Er hat dich und mich verraten                 | He Betrayed Us Both                    | 17. Jan. 2019        | 26. Aug. 2019                         | John Terlesky      | Daniel Robinson                   | 2,84 Mio.    |
| 70         | 10        | Niemals die Wahrheit                          | Don’t Go Dark on Me                    | 24. Jan. 2019        | 2. Sep. 2019                          | Cherie Nowlan      | Sara Rose Feinberg                | 2,74 Mio.    |
| 71         | 11        | Sei du der Märtyrer                           | Be the Martyr                          | 31. Jan. 2019        | 9. Sep. 2019                          | Alrick Riley       | Matthew Cruz                      | 2,58 Mio.    |
| 72         | 12        | Wir wissen alles                              | We Know Everything                     | 7. Feb. 2019         | 16. Sep. 2019                         | Jennifer Getzinger | Michael Russo & Sarah L. Thompson | 2,74 Mio.    |
| 73         | 13        | Nicht nur Weihnachten steht vor der Tür       | Where Are Your Parents?                | 14. Feb. 2019        | 23. Sep. 2019                         | DeMane Davis       | Maya Goldsmith & Daniel Robinson  | 2,57 Mio.    |
| 74         | 14        | Mach mich zum Feind                           | Make Me the Enemy                      | 21. Feb. 2019        | 30. Sep. 2019                         | Mike Smith         | Erika Harrison & Matthew Cruz     | 2,56 Mio.    |
| 75         | 15        | Bitte sag mir, dass nicht noch jemand tot ist | Please Say No One Else Is Dead         | 28. Feb. 2019        | 7. Okt. 2019                          | Stephen Cragg      | Joe Fazzio                        | 2,76 Mio.    |

## Staffel 6
Die Erstausstrahlung der sechsten und finalen Staffel war vom 26. September 2019 bis zum 14. Mai 2020 auf dem US-amerikanischen Fernsehsender ABC zu sehen. Die deutschsprachige Erstausstrahlung sendete der deutsche Pay-TV-Sender RTL Crime vom 3. August bis zum 9. November 2020.
| Nr. (ges.) | Nr. (St.) | Deutscher Titel                  | Originaltitel                                   | Erstausstrahlung USA | Deutschsprachige Erstausstrahlung (D) | Regie             | Drehbuch                           | Quoten (USA) |
| ---------- | --------- | -------------------------------- | ----------------------------------------------- | -------------------- | ------------------------------------- | ----------------- | ---------------------------------- | ------------ |
| 76         | 1         | Ich vergebe mir                  | Say Goodbye                                     | 26. Sep. 2019        | 3. Aug. 2020                          | Stephen Cragg     | Sarah L. Thompson                  | 2,43 Mio.    |
| 77         | 2         | Vivian bekommt Antworten         | Vivian’s Here                                   | 3. Okt. 2019         | 10. Aug. 2020                         | Mike Smith        | Michael Russo                      | 2,56 Mio.    |
| 78         | 3         | Die Spionin wird entdeckt        | Do You Think I’m a Bad Man?                     | 10. Okt. 2019        | 17. Aug. 2020                         | Catriona McKenzie | Daniel Robinson                    | 2,23 Mio.    |
| 79         | 4         | Konfrontation in New York        | I Hate the World                                | 17. Okt. 2019        | 24. Aug. 2020                         | Scott Printz      | Matthew Cruz                       | 2,10 Mio.    |
| 80         | 5         | Die Rechnung kommt am Schluss    | We’re All Gonna Die                             | 24. Okt. 2019        | 31. Aug. 2020                         | Felix Alcala      | Sara Rose Feinberg                 | 2,25 Mio.    |
| 81         | 6         | Zur Hölle mit Dir!               | Family Sucks                                    | 31. Okt. 2019        | 7. Sep. 2020                          | Laura Innes       | Vanessa James Benton               | 2,16 Mio.    |
| 82         | 7         | Das Geständnis                   | I’m the Murderer                                | 7. Nov. 2019         | 14. Sep. 2020                         | Lily Mariye       | Laurence Andries                   | 2,21 Mio.    |
| 83         | 8         | Genug ist genug                  | I Want to Be Free                               | 14. Nov. 2019        | 21. Sep. 2020                         | Alrick Riley      | Hadi Nicholas Deeb                 | 2,28 Mio.    |
| 84         | 9         | Der Informant enttarnt sich      | Are You the Mole?                               | 21. Nov. 2019        | 28. Sep. 2020                         | Stephen Cragg     | Maisha Closson                     | 2,16 Mio.    |
| 85         | 10        | Niemand ist unschuldig           | We’re Not Getting Away With It                  | 2. Apr. 2020         | 5. Okt. 2020                          | DeMane Davis      | Inda Craig-Galván                  | 2,91 Mio.    |
| 86         | 11        | Die Killerin                     | The Reckoning                                   | 9. Apr. 2020         | 12. Okt. 2020                         | Scott Printz      | Inda Craig-Galván                  | 2,78 Mio.    |
| 87         | 12        | Der Krieg gegen Annalise         | Let’s Hurt Him                                  | 16. Apr. 2020        | 19. Okt. 2020                         | Janice Cooke      | Daniel Robinson & Matthew Cruz     | 2,81 Mio.    |
| 88         | 13        | Ein DNA-Test bringt die Wahrheit | What If Sam Wasn’t the Bad Guy This Whole Time? | 30. Apr. 2020        | 26. Okt. 2020                         | Dawn Wilkinson    | Ricardo C. Lira                    | 2,77 Mio.    |
| 89         | 14        | Wer ist der Mörder?              | Annalise Keating Is Dead                        | 7. Mai 2020          | 2. Nov. 2020                          | John Terlesky     | Sarah L. Thompson & Tess Leibowitz | 2,69 Mio.    |
| 90         | 15        | Das Vermächtnis                  | Stay                                            | 14. Mai 2020         | 9. Nov. 2020                          | Stephen Cragg     | Peter Nowalk                       | 3,20 Mio.    |